# Thomas Lewing
Thomas Lewing, Thomas Axel Lewing, född 30 maj 1959 i Uddevalla. Medverkade i Melodifestivalen 1984 med Tjuvarnas natt.